# Armorial des familles basques (G)
Cet article décrit l'armorial des familles basques par ordre alphabétique et concerne les familles dont les noms commencent par les lettres « G » successivement jusqu’à « G ».